# Карл Мария фон Вебер
Карл Мария Фридрих Август (Ернст) фон Вебер (на немски: Carl Maria von Weber; 18 или 19 ноември 1786, Ойтин – 5 юни 1826, Лондон) е барон, германски композитор, диригент, пианист и основоположник на немската романтическа опера.

## Биография
Вебер е роден в семейство на музикант и театрален предприемач, вечно потопен в различни проекти. Детството и младостта му преминават в странствания по градовете на Германия с малката театрална група на баща си. Поради това не може да се каже, че тогава получава систематична и задълбочена музикална подготовка. Първият учител по пиано, при когото Вебер се занимава по-продължително, е Гешкел, а по теория – Михаел Хайдн.
През 1798 г. се появяват първите произведения на Вебер – малки фуги. След това той става ученик на органиста Калхер в Мюнхен. По-подробен курс по теория на композицията Вебер впоследствие минава с абат Фоглер, като негови съученици са Мейербер и Готфрид Вебер. Първи сценичен опит на Вебер е операта „Die Macht der Liebe und des Weins“ (Силата на любовта и виното). Макар и в ранната си младост да пише много, първия му успех е операта „Das Waldmädchen“ (1800, Горското момиче). Операта на 14-годишния композитор е представяна на много сцени в Европа и в Русия. Впоследствие Вебер преработва тази опера, която под името „Силвана“ дълго се задържа на много оперни германски сцени.
Написва операта „Peter Schmoll und seine Nachbarn“ (1802, Петер Шмол и неговите съседи), симфонии, сонати за пиано, кантатата „Der erste Ton“ (Първият тон), операта „Абу Хасан“ (1811), дирижира оркестри в различни градове и изнася концерти.
През 1804 г. работи като диригент в оперните театри на Бреслау, Бад Карлсруе, Щутгарт, Манхайм, Дармщат, Франкфурт, Мюнхен, Берлин и др.
През 1805 г. написва операта „Рюбецал“ по приказката на И. Музеус. През 1810 написва опера „Силвана“, а през 1813 вече ръководи оперния театър в Прага.
1814 – – става популярен след съчиняването на войнственните песни постихове на Теодор Кернер: „Lützows wilde Jagd“, „Schwertlied“ и кантатата „Kampf und Sieg“ (1815) по текст на Волбрук по случай битката при Ватерло. Написаните после в Дрезден юбилейна увертюра, меси в es и g, кантати имали много по-малък успех.
1817 – оглавява и до края на живота си ръководи немскя музикален театър в Дрезден.
1819— още през 1810 г. Вебер обръща внимание на сюжета „Фрайшютц“ („Волният стрелец“); но едва сега започва да пише опера по този сюжет, обработен от Йохан Фридрих Кинд. „Вълшебният стрелец“, както става името на операта, е поставена през 1821 г. в Берлин под диригентството на автора, предизвиква небивал фурор, и славата на Вебер достига своя апогей. „Нашият стрелец попадна право в целта“ – пише Вебер на либреттиста Кинд. Бетховен, удивен от произведението на Вебер, казва, че не е очаквал това от толкова „мек“ човек и че Вебер не трябва да спира да пише опери. Само за няколко месеца „Вълшебният стрелец“ е изнесена 50 пъти, още същата година е поставена в много германски театри, а скоро след това нейната популярност преминава границите на страната. В България тя е изнесена за първи път през 1930 г. в Софийската народна опера под диригентството на Херман Щанге в постановка на режисьора Хр. Попов.
Преди „Вълшебният стрелец“ през същата 1821 година е поставена операта „Прециоза“ по драмата на Волф, с музика на Вебер.
1822 – по предложение на Виенската опера композиторът написва рицарско-романтичната „Еврианта“ (за 18 месеца). Но успехът на тази опера не е така блестящ, като „Вълшебният стрелец“. Последното произведение на Вебер е операта „Оберон“, след постановката на която в Лондон през 1826 г. той заболява и скоро умира.
Вебер с право се счита чисто германски композитор, дълбоко разбиращ същността на националната музика и извел немската мелодия до високо художествено съвършенство. Той в течение на цялата си дейност остава верен на националното направление, и в неговите опери лежи фундамента, на който Вагнер построява „Танхойзер“ и „Лоенгрин“. Особено в „Еврианта“ слушателя е обхвнат именно от тази музикална атмосфера, която се усеща в произведенията на Вагнер от средния период. Вебер е блестящ представител на романтическото оперно направление, което в двадесетте години на XIX век е в своята сила и което по-късно намира последовател у Вагнер.
Даровитостта на Вебер изобилства в трите му последни опери: „Вълшебният стрелец“, „Еврианта“ и „Оберон“. Тя е изключително разнообразна. Драматическите моменти, любовните, тънките черти на музикалния изказ, фантастическия елемент – всичко е достъпно за широкото дарование на композитора. Най-различни образи са представени от този музикален поет с тънка чувствителност, с изключителни превъплъщения, със завладяваща мелодичност. Патриот по душа, той не само разработва народните мелодии, но и създава свои в чисто народен дух. Рядко неговата вокална мелодия в бързо темпо съдържа известна инструменталност: тя като че не е написана за глас, а за инструмент, за който техническите трудности са по – достъпни. Като симфонист, Вебер владее оркестровата палитра до съвършенство. Неговата оркестрова живопис е пълна с въображение и се отличава със своеобразен колорит. Вебер е главно оперен композитор; симфоничните му произведения, писани за концертни изяви, отстъпват на оперните му увертюри. В областта на песните и инструменталната камерна музика, а именно съчиненията за пиано, композиторът оставя забележителни образци.
На Вебер също принадлежат незавършената опера „Тримата Пинтос“ (1821, завършена от Г. Малер през 1888 г.).
1861 – Издигнат е паметник на Вебер в Дрезден.
Синът му – Макс Вебер, написва биография на своя знаменит баща.

## Съчинения
- „Hinterlassene Schriften“, изд. Гелем (Дрезден, 1828);
- „Karl Maria von W. Ein Lebensbild“, Макс Мария фон В. (1864);
- „Webergedenkbuch“ Кохут (1887);
- „Reisebriefe von Karl Maria von W. an seine Gattin“ (Лайпциг, 1886);
- „Chronol. thematischer Katalog der Werke von Karl Maria von W.“ (Берлин, 1871).

От произведенията на Вебер, освен гореспоменатите, внимание заслужават концертите за пиано и оркестър, op. 11, op. 32; „Concert-stück“, op. 79; струнния квартет, струнното трио, шест сонати за пиано и цигулка, ор. 10; голям концертен дует за кларинет и пиано, ор. 48; сонати ор. 24, 49, 70; полонези, рондо, вариации за пиано, 2 концерта за кларинет с оркестър, Вариации за клаирнет и пиано, Концертино за кларинет с оркестър; andante и rondo за фагот и оркестър, концерт за фагот, „Aufforderung zum Tanz“ („Покана за танц“) и др.

### Опери
- „Горското момиче“ Das (stumme) Waldmädchen, 1800
- „Петер Шмол и неговите съседи“ (Peter Schmoll und seine Nachbarn), 1802
- „Рубецал“, 1805
- „Силвана“ (Silvana), 1810
- „Абу Хасан“ (Abu Hassan), 1811
- „Прециоза“ (Preciosa), 1821
- „Вълшебният стрелец“ (Der Freischütz), 1821 (премиерата е през 1821 г. в Berliner Schauspielhaus)
- „Тримата Пинтос“ (Die drei Pintos), 1888. Завършена от Малер.
- „Еврианта“ (Euryanthe), 1823
- „Оберон“ (Oberon), 1826